# Ožiljak (1969.)
Ožiljak je hrvatska televizijska drama iz 1969. godine, autora Danijela Marušića prema scenariju Fedora Vidasa. Premijerno je prikazana 21. travnja 1969. na Televiziji Zagreb.

## Radnja
Čovjek koji poslije jedne nezgode potpuno gubi kontrolu i postaje "spontan" te se obraća ljudima onako kako to čini dijete, govoreći direktno, bez ikakve unutrašnje cenzure. Dakako, takvo ophođenje s ljudima donosi mu čitav niz neprilika. Njegovo izuzetno stanje, nakon svih nesreća koje su ga snašle, traje do operacije nakon koje on opet postaje "normalan". No, posljedice nikada više neće moći izbrisati.

## Glumačka postava
- Zlatko Crnković kao Karlo Luka
- Ana Karić kao Blanka
- Vanja Drach kao direktor filmskog studija Poljak
- Darko Smiljanić kao umjetnički direktor Seder
- Boris Miholjević kao Edo Horvat
- Ivo Serdar kao Adamović
- Fabijan Šovagović kao Koren
- Ljubica Jović kao Renata
- Mato Grković
- Dragan Milivojević kao novinar
- Tonko Lonza kao Oleg
- Hermina Pipinić kao Darija
- Joža Gregorin
- Božidar Orešković kao Marko
- Pavle Bogdanović kao Trnski
- Mirko Vojković kao doktor #1
- Jovan Ličina kao doktor #2
- Jagoda Antunac-Katić
- Branka Strmac kao gospođa
- Drago Krča kao drug generalni direktor
- Emil Glad kao drug u filmskom poduzeću #1
- Dubravka Miletić kao tajnica Eva
- Ljubomir Kapor kao drug u filmskom poduzeću #2
- Zvonimir Ferenčić kao drug u filmskom poduzeću #3
- Branko Bonacci
- Julije Perlaki

## Vanjske poveznice
- Ožiljak u internetskoj bazi filmova IMDb-a